# Сент-Джозеф (река, впадает в озеро Мичиган)
Сент-Джозеф (англ. St. Joseph River, Sakiwäsipi, фр. La Rivière des Miamis; также известная как Сент-Джо) — река длиной 332 км, приток озера Мичиган, впадает на юго-восточном берегу; протекает в основном с запада через Южный Мичиган и Северную Индиану, США. Река орошает в первую очередь сельскохозяйственный район в бассейне озера Мичиган. Это было чрезвычайно важно для коренных американцев и очень помогло в колониальном исследовании, поселении и управлении Новой Франции и зарождающимися Соединёнными Штатами в качестве маршрутов каноэ между озером Мичиган и водоразделом реки Миссисипи. Высота устья — 177 м над уровнем моря, уклон реки — 0,46 м/км.

## Описание водораздела
Водораздел реки Сент-Джозеф составляет 12 130 км² из 15 округов: Берриен, Бранч, Калхун, Касс, Хилсдейл, Каламазу, Сент-Джозеф и Ван-Бьюрен в Мичигане и Де-Калб, Элкхарт, Коскиаско, Лагрейндж, Нобл, Сент-Джозеф и Стьюбен в Индиане. Водораздел включает в себя 6022 км и протекает через и вблизи Каламазу-Портидж, Элкхарт-Гошен, Мишавока-Саут-Бенд и городских районов Сент-Джозеф и Бентон-Харбор. Русло реки Сент-Джозеф имеет длину 332 км на возвышении в Южном Мичигане, округ Хилсдейл, вытекает из озера (англ. Baw Beese Lake); 8 км восточнее верховья Сент-Джозеф течёт река Моми. Озеро Бау-Биз исторически было названо в честь вождя племени потаватоми — Бау Биз.
Река имеет извилистое русло и течёт на запад через Южный Мичиган, опускаясь в Северную Индиану. Она течёт вначале к северо-западу от Хилсдейла в юго-восточном округе Калхун, затем резко поворачивает на юго-запад и течёт через Теконшу, Юнион и Шервуд. В городе Три-Риверс на севере к ней присоединяются реки Роки и Портидж, затем в 5 км дальше на юго-запад по реке Прайри с востока. Река течёт на юг в Северную Индиану, затем течёт на запад через Элкхарт, Мишавоку и Саут-Бенд, где она резко поворачивает на север, и вновь входит в юго-западный Мичиган в юго-восточном округе Берриен. На юго-западе Мичигана она проходит по широкому извилистому маршруту на северо-запад через Найлс и мимо Берриен-Спрингс. Река входит в озеро Мичиган между городами Сент-Джозеф и Бентон-Харбор, где в неё входит река По-по с севера, примерно в 1,6 км от её устья возле озера Мичиган.
На водоразделе реки Сент-Джозеф расположено 190 плотин, а на главной реке — 17. Большинство из этих плотин блокируют проход рыбы, хотя построенные на нижних плотинах рыбные лестницы помогают проходу лосося до Двойной плотины (англ. Twin Branch Dam) в Мишавоке, Индиана. Но рыбные лестницы не подходят для многих местных видов, таких как осетровые, и плотины, как правило, строятся на участках реки с более высоким уклоном, которые являются наиболее важными местами нереста.

## История
Река Сакивасипи (англ. Sakiwasipi, Sakiwäsipi; исток реки), как её называли местные жители — майами (англ. Miami people), — в течение тысячелетий населяли различные коренные народы США, поскольку она служила важным торговым путём в районе Великих озёр. Последними коренными жителями этого района были народности майами и потаватоми. Две разных переправы позволили почти непрерывно передвигаться на каноэ по разным водосборам региона. Первый крупный перевалочный пункт находился в верховьях на юго-западе Мичигана, где путешественники могли пересечь реку Сент-Джозеф с водосбора реки Моми, впадающего в озеро Эри. Второй крупный перевалочный пункт находился в Саут-Бенд, штат Индиана, где пересечение с близлежащей рекой Канкаки открыло доступ к реке Иллинойс, а затем к Миссисипи. Другая важная точка доступа вдоль реки находилась в Найлсе, штат Мичиган, где старая Тропа Сауки, главная индийско-восточная тропа, пересекала реку.
Местные торговые и навигационные сети в этом районе обеспечивали широкую торговлю и передвижение людей, что позволило ранним европейцам получить доступ в этот район в 1675 году, когда Жак Маркетт направился вверх по реке Миссисипи через реку Иллинойс, затем к реке Канкаки и Сакивасипи, а затем вниз к озеру Мичиган. 1 ноября 1679 года Рене-Робер Кавелье де Ла Саль, отправился на юго-восток через озеро Мичиган и построил там Форт Майами в устье реки. Ла Саль назвал реку фр. La Rivière des Miamis (Река Майамис).
В конце 1679 года Ла Саль следовал по местным торговым путям в направлении, противоположном тому, которым шёл Жак Маркетт, направляясь вверх по реке Сент-Джозеф и переходя к реке Канкаки, достигнув на западе реки Иллинойс так же далеко, как и современный Пеория, штат Иллинойс, прежде чем вернуться в форт Майами. Отказавшись от возвращения своего корабля «Ле Гриффон» в апреле 1680 года, он стал первым европейцем, который прошёл по хорошо пройденным местным маршрутам на восток через Нижний полуостров Мичигана обратно к реке Детройт и Канаде. Французы основали форт Сент-Джозеф на перекрёстке Старой тропы Сауки и этой хорошо известной восточно-западной тропы в 1691 году.
Водораздел позже использовался в качестве маршрута каноэ ранними французскими охотниками за мехами и шкурами в Иллинойских землях. Европейско-американское поселение в районе водосборного бассейна реки Сент-Джозеф стало серьёзно расти после того, как в 1829 году было проведено обследование юго-западного Мичигана. С начала 1830-х годов до 1846 года река перевозила различные товары от верхнего течения до оживлённого порта в Сент-Джозеф, где их загружали на озерные лодки для отправки в Чикаго и в другие места.
11 апреля 1893 года сейши на озере Мичиган (явление, подобное цунами в океане) создал волны высотой от 0,91 до 1,52 м вверх по реке в бухтах Сент-Джозеф и Бентон-Харбор, что подняло уровень воды в реке на 1,2-1,5 м. Причина сейша неизвестна, но была приписана внезапному шквалу или изменению атмосферного давления.

### Водные каналы Саут-Бенд
Фабрики, расположенные в Саут-Бенд, были из-за доступа к воде и энергии в Ист-Рейс (англ. East Race) и Уэст-Рейс (англ. West Race). Права на воду в отношении того, что станет Восточной и Западной Расами, были востребованы Алексисом Кокиллардом и Латропом Тейлором (англ. Lathrop Taylor) в 1831 году, когда был основан город Саут-Бенд. Хотя в 1835 году была выдвинута идея вырыть мельницу (рукотворный канал), плотина и Ист-Рейс и Уэст-Рейс не были построены до 1843 года. Строительство было выполнено компанией South Bend Manufacturing Company, созданной в декабре 1842 года именно для этой цели. Таким образом, компания South Bend Manufacturing Company стала владельцем прав на гидроэнергетику канала Уэст-Рейс, а Сэмюэль Коттрелл приобрёл права на воду вдоль канала Ист-Рейс.
В 1867 году компания англ. South Bend Hydraulic приобрела права на канал Ист-Рейс за 100 долларов. В 1903 году право собственности на акции, имущественные права и собственность англ. South Bend Manufacturing Company на канале Уэст-Рейс перешло к Oliver Chilled Plough Works. В течение следующих двух лет завод англ. Oliver Chilled Plough построил гидроэлектростанцию на водном пути, чтобы поставлять электроэнергию для света, тепла и электроэнергию для оперного театра, отеля, заводов Саут-Бенда и других зданий Оливера.
Другие источники энергии и технологические изменения привели к тому, что каналы больше не используются в промышленных целях. В конце 1940-х годов Индиана и Мичиганская Электрическая Компания приобрели права на канал Ист-Рейс. Они начали заполнять его примерно в 1954 году для повторного использования в других целях. В 1973 году гидроэлектростанция Oliver Chilled Plough Works была демонтирована для строительства конференц-центра Сенчури-Центр, которое было завершено в 1977 году. Уэст-Рейс всё ещё существует в виде канала к северу от Бульвара Джефферсона и к югу от Колфакс-Авеню на территории Сенчури-Центра, между Пьер-Парком и Айленд-Парком.
В начале 1980-х годов канал Ист-Рейс был заново раскопан и преобразован в искусственный беловодный (от англ. Whitewater — «Белая вода», образованная путём захвата воздуха в воду в сильном потоке, в котором пузырьки создают белый (молочный) цвет воды) поток для плавания на каяках (байдарках), ныне известный как Ист-Рейс-Уотервэй (от англ. East Race Waterway — «Восточный водный путь»).

### Ист-Рейс-Уотервэй
В 1984 году заброшенный канал Ист-Рейс в Саут-Бенде, истоки которого находились у реки, был преобразован в беловодный путь под названием Ист-Рейс-Уотервэй (англ. East Race Waterway), первый искусственный водный путь Северной Америки и первый из четырёх в Соединённых Штатах. Местные жители впервые предложили в 1973 году открыть водный путь XIX века; строительство началось в августе 1982 года, а Ист-Рейс был возобновлён 29 июня 1984 года. Благодаря использованию подвижных барьеров и препятствий, Ист-Рейс используется для гребли на байдарках и каноэ, каякинга и рафтинга.

### Исторические места
Два объекта в бассейне реки, Мокасины-Блафф и форт Сент-Джозеф, внесены в Национальный реестр исторических мест США. Миссия Кэри, форт Майами и Факторию Бернетт (англ. Burnett Trading Post) внесены в список государственных исторических памятников.

## Экология и охрана
До европейского поселения в водоразделе преобладали лиственные леса, состоящие из видов клёна, ясеня, дуба, вяза, грецкого ореха и бука, а также зон белых, красных и сосновых пород. Были также прерии до нескольких километров в поперечнике, на которых паслись вапити (Cervus canadensis), белохвостый олень (Odocoileus virginianus), лось (Alces alces) и бизон (Bison bison). К 1900 году девственные леса были в основном вырублены, а прерии в основном перешли на сельскохозяйственное использование, как и многие осушённые водно-болотные угодья.
Среди уникальных природных особенностей, которые пребывать в прежнем состоянии в бассейне реки, можно выделить степные Фенские болота, прибрежные заболоченные равнины, торфяные болота, пойменные леса, лиственные болота и влажные лиственные леса. Редкие растения включают такие виды, как Sporobolus heterolepis (букв. — «каплевидное семя прерии»), розовую водоросль Silphium, очеретник и зонтики Umbrella grass.
Водно-болотные угодья и пойменные леса обеспечивают среду обитания для почти половины всех перелётных птиц в Индиане и Мичигане, а также являются жизненно важной средой обитания для обитающих видов, таких как дикая индейка (Meleagris gallopavo), койот (Canis latrans), лиса, бобр (Castor canadensis), норка (Neovison vison), индианская летучая мышь (Myotis sodalis), восточная коробчатая черепаха (Terrapene carolina carolina), редкая пятнистая черепаха (Clemmys guttata) и северная красная змея (Storeria occipitomaculata occipitomaculata), оба охраняются штатом Мичиган. Нижняя река Пиджен (англ. Pigeon River, букв. — «голубиная река», «река голубей») является родиной индианской летучей мыши, находящейся под федеральной защитой из-за угрозы исчезновения.
В 1969 году Департамент природных ресурсов Мичигана начал закупать в нижних 37 км реки стальную форель (местное название прибрежной радужной форели, Oncorhynchus mykiss), чавычу (Oncorhynchus tshawytscha) и кижуча (Oncorhynchus kisutch).

## Отдых
Река Сент-Джозеф — это место увлекательного спортивного рыболовства форели и лосося, охватывающее 76 км реки в Мичигане и 26 км в Индиане. Экономические выгоды для местных общин Мичигана и Индианы оцениваются в несколько миллионов долларов в год.
Каноисты могут путешествовать вдоль всего основного русла реки. Многие из крупных притоков предлагают отличные возможности для гребли, походов, охоты и рыбалки.

## Населённые пункты вдоль реки Сент-Джозеф

### Индиана
- Бристоль[англ.]
- Бристоль[англ.]*
- Мишавока
- Осеола[англ.]
- Саут-Бенд

### Мичиган
- Бентон-Харбор[англ.]
- Берриен-Спрингс[англ.]
- Бьюкенен
- Бристоль[англ.]
- Константин[англ.]
- Фэр-Плэйн[англ.]
- Хилсдейл[англ.]
- Джонсвилл
- Личфилд[англ.]
- Мендон[англ.]
- Найлс[англ.]
- Сент-Джозеф
- Теконша[англ.]
- Три-Риверс[англ.]
- Юнион[англ.]
- Уайт-Пиджен[англ.]